# اینو تحلیل کن
اینو تحلیل کن (به انگلیسی: Analyze This) فیلمی محصول سال ۱۹۹۹ و به کارگردانی هارولد رامیس است. در این فیلم بازیگرانی همچون رابرت دنیرو، بیلی کریستال، لیسا کودرو، جو ویترلی، پت کوپر، چاز پالمینتری، لئو روسی، جوزف ریگانو، مکس کاسلا، پاسکواله گاجانو، جودیت کاهان، تونی بنت، بیل میسی، ربکا شول و آصف مندوی ایفای نقش کرده‌اند.
در سال ۲۰۰۲ دنباله این فیلم با نام اونو تحلیل کن ساخته شد.

## خلاصه داستان
پدر خوانده یک گروه مافیایی به ناگهان دستخوش احساس شده و کنترلی بر عواطف خود ندارد که این مشکل برای جایگاه او به عنوان رهبر گروه تبهکار بسیار خطرناک است. به ناچار نزد دکتر روان‌شناسی می‌رود اما این شروع ماجراست…